# Winfrid Alber
Winfrid Alber (* 15. Mai 1946 in Stuttgart) ist ein deutscher Verwaltungsjurist. Er war von 2004 bis 2009 Staatssekretär im Ministerium für Arbeit, Soziales, Gesundheit und Familie des Landes Brandenburg.

## Leben

### Ausbildung
Winfrid Alber studierte von 1968 bis 1972 Rechtswissenschaften und absolvierte von 1972 bis 1975 das Referendariat und legte das zweite juristische Staatsexamen ab.

### Laufbahn
Im Jahr 1975 trat er in die Innenverwaltung des Landes Baden-Württemberg und war in einem Regierungspräsidium und Landratsamt bis 1978 tätig. Anschließend war er von 1978 bis 1980 Justiziar im Sozialministerium des Landes Baden-Württemberg. Für einen Zeitraum von 1980 bis 1990 war er Parlamentarischer Berater der SPD-Fraktion im Landtag von Baden-Württemberg. Er kehrte in das Sozialministerium zurück und war dort von 1990 bis 1992 Referatsleiter in der Sozialabteilung, von 1992 bis 1995 Leiter der Zentralstelle, von 1995 bis 2001 Leiter des Grundsatzreferates und stellvertretender Leiter der Gesundheitsabteilung sowie von 2001 bis 2004 Leiter des Grundsatzreferates und stellvertretender Leiter der Sozialversicherungsabteilung.
Mit Wirkung vom 13. Oktober 2004 wurde Alber unter Ministerin Dagmar Ziegler (SPD) zum Staatssekretär im Ministerium für Arbeit, Soziales, Gesundheit und Familie des Landes Brandenburg ernannt. Er schied 2009 aus dem Amt aus.